# Гривка
Гри́вка (болг. Гривка) — село в Кирджалійській області Болгарії. Входить до складу общини Крумовград.

## Населення
За даними перепису населення 2011 року у селі проживали 77 осіб, з них 76 осіб (98,7%) — турки.
Розподіл населення за віком у 2011 році:
Динаміка населення: